# Radomno
Radomno (Duits: Radem) is een dorp in de Poolse woiwodschap Ermland-Mazurië. De plaats maakt deel uit van de gemeente Nowe Miasto Lubawskie en telde 556 inwoners in 2011.

## Sport en recreatie
- Door deze plaats loopt de Europese wandelroute E11. De E11 loopt van Den Haag naar het oosten, op dit moment de grens Polen/Litouwen. Ter plaatse komt de route van het zuidwesten van Gryźliny. De route vervolgt naar het noorden via het Radomno meer naar Iława.